# 庞雄
庞雄（1891年—1911年），字苏汉，出生于广东吴川，黄花岗七十二烈士之一。

## 生平
庞雄早年为同乡招卓华打工，后经同姓族人庞玉辉介绍，加入同盟会，隶炮兵，秘密从事反清革命行动。1909年（宣统元年）跟随倪映典等人策划广州新军起义，次年春天起义失败，后赴香港，又东渡日本，历经南洋各岛，与党人联络声气，准备再次起义。1911年初由日本归国，参与筹备广州起义（黄花岗之役），主管往来文件。4月27日（夏历3月29日）起义发动后，随攻督署，搜两广总督张鸣歧不得，又反复冲出，转战达旦，且战且走。在他目睹党人死伤过半后，也誓不独生。随后被清军俘虏，直认革命不讳，遂遇害。葬于广州黄花岗，为七十二烈士之一”。
起义失败后在清吏的审讯中宠雄神色坦然，承认自己是革命党，痛斥官场腐败，讲罢，他仰面哈哈大笑，清吏问他是否后悔，他朗声说：“我视死如归，立志已久，只恨一死未足以尽责。”就义前，清吏见他年轻英俊，为他惋惜，庞雄听后，哈哈大笑道：“我行吾天职以救同胞，若夫成败则天也。谁无一死，何惜有之。”从容就义。
同盟会会员潘达微冒着生命危险将散落街头的72具烈士遗骸收殓, 安葬于广州黄花岗，史称""黄花岗七十二烈士""。在这七十二烈士当中有一个吴川人——庞雄。